# Condado de Victoria (Nova Escócia)
O Condado de Victoria é um dos 18 condados da província canadense de Nova Escócia. A população do condado é de cerca de 7,089 habitantes e a área territorial é de 2,870.85 quilômetros quadrados.